# Nuits de Chine (film, 1940)
Pour plus de détails, voir Fiche technique et Distribution.
Nuits de Chine (支那の夜, Shina no yoru) est un film japonais d'Osamu Fushimizu sorti en 1940. Le film est sorti en deux parties et trois fins différentes ont été tournées respectivement pour le Japon, la Chine et l'Asie du sud-ouest.

## Synopsis
À Shanghai, Tetsuo Hase, un officier de la marine marchande japonaise et son ami Senkichi Yamashita sont témoins d'une altercation entre une jeune femme chinoise et un Japonais qui l'accuse de lui avoir subtilisé de l'argent. Tetsuo Hase, prend la défense de la jeune femme et paie de sa poche la somme réclamée par l'homme. La jeune femme, qui se nome Kieran, refuse d'être redevable à un Japonais, elle propose à Tetsuo de travailler pour lui afin de payer sa dette. Kieran, bien qu'elle haïsse les Japonais, responsables de la mort de ses parents et de la destruction de sa maison, s'éprend peu à peu de son bienfaiteur.

## Fiche technique
- Titre français : Nuits de Chine[1]
- Titre original : 支那の夜 (Shina no yoru?)
- Titre anglais : Night in China[2]
- Réalisation : Osamu Fushimizu
- Scénario : Hideo Oguni
- Photographie : Akira Mimura (ja)
- Montage : Kōichi Iwashita (ja)
- Musique : Ryōichi Hattori

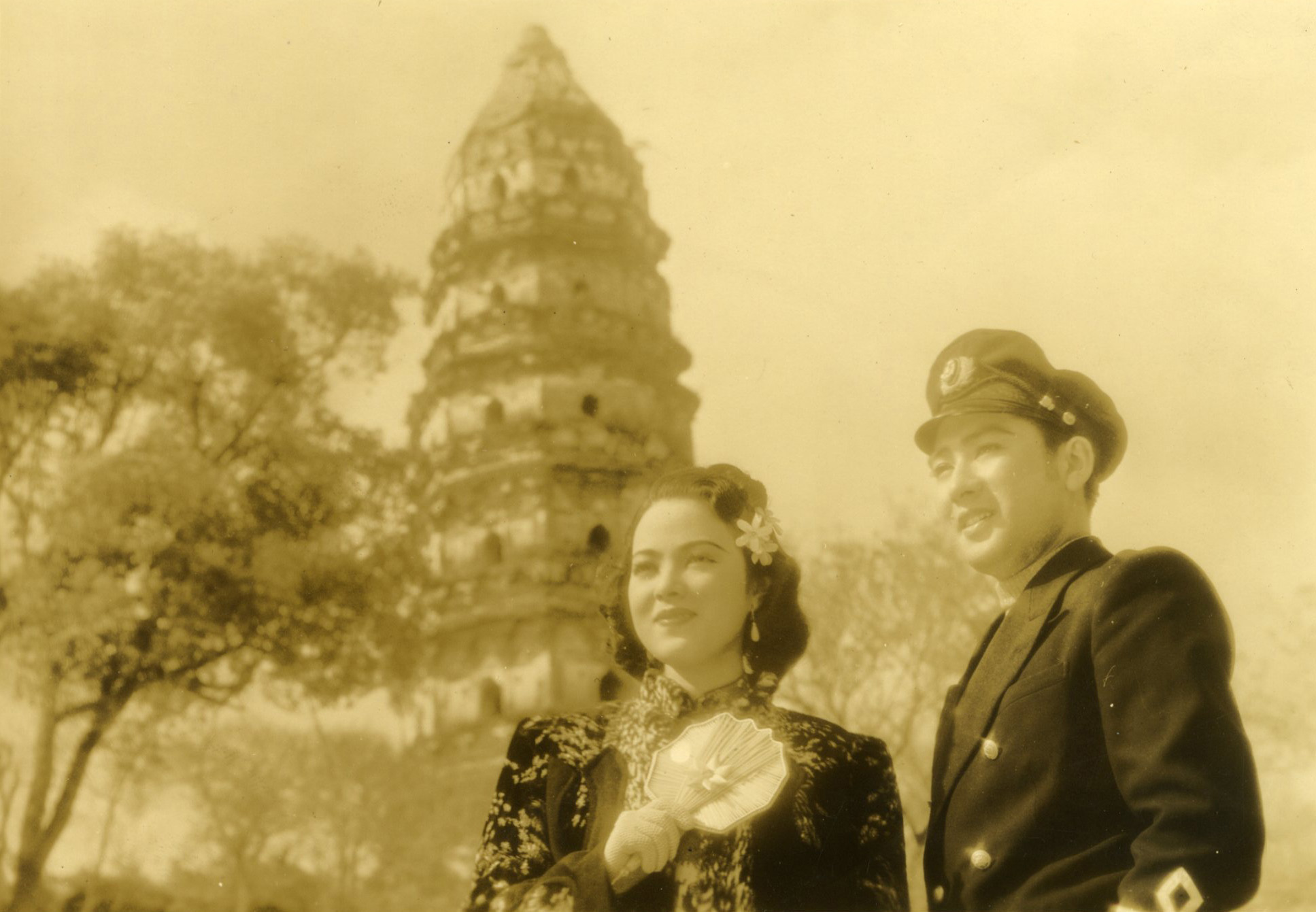
Scène du film avec Yoshiko Ōtaka et Kazuo Hasegawa.

- Chansons : interprétées par Hamako Watanabe
- Société de production : Tōhō
- Pays d'origine :  Empire du Japon
- Langues originales : japonais, mandarin
- Format : noir et blanc — 1,37:1 — 35 mm — son mono
- Genre : mélodrame, film de propagande
- Durées : 75 minutes (1re partie)[3] + 53 minutes (2e partie)[4]
- Dates de sortie :
  - Empire du Japon : 5 juin 1940 (1re partie)[3] - 15 juin 1940 (2e partie)[4]

## Distribution
- Kazuo Hasegawa : Tetsuo Hase
- Yoshiko Ōtaka (sous le nom de Li Xianglan en Chine et de Ri Kōran au Japon) : Kieran
- Tomiko Hattori (ja) : Toshiko Miura
- Kamatari Fujiwara (sous le nom de Keita Fujiwara) : Senkichi Yamashita
- Yō Shiomi (ja) : Zhang Zixian
- Tamae Kiyokawa (ja) : Natsu Yamazaki, la patronne de l'hôtel

## Autour du film
Trois différentes fins ont été tournées pour ce film, dans la version japonaise, Tetsuo Hase est tué lors d'une attaque de son bateau par des chinois et Kieran, l'héroïne chinoise se suicide après avoir appris la mort de son mari. Dans la version chinoise, Tetsuo et Kieran s'installent simplement ensemble après leur mariage. Enfin, pour l'Asie du sud-ouest, si le bateau de Tetsuo Hase est attaqué par des chinois, la nouvelle de sa mort s'avère fausse et Tetsuo réapparait bien vivant à temps pour empêcher Kieran de se suicider. La signification de cette fin est évidente, elle montre le Japon qui sauve la Chine de divers périls parmi lesquels le communisme.
En effet, selon Peter High, Nuits de Chine exploite les riches possibilités métaphoriques offertes par l'image répandue d'une Chine assimilée à une « femme peu recommandable ayant besoin de rédemption ». Dès 1911, l'historien populaire Yamaji Aizan caractérise la Chine comme « non pas un pays impuissant comme une femme célibataire, mais un pays infortuné comme une prostituée ». Sans être explicite, la première scène du film présente le personnage interprété par Yoshiko Ōtaka comme étant très proche d'une « femme déchue ».